# Вечола ди Сопра (Мачерата)
Вечола ди Сопра је насеље у Италији у округу Мачерата, региону Марке.
Према процени из 2011. године у насељу је живело 12 становника. Насеље се налази на надморској висини од 558 m.